# Xanthorhoe gynandrata
Xanthorhoe gynandrata är en fjärilsart som beskrevs av Richard F. Pearsall 1914. Xanthorhoe gynandrata ingår i släktet Xanthorhoe och familjen mätare. Inga underarter finns listade i Catalogue of Life.